# Répertoire (informatique)
Pour les articles homonymes, voir Répertoire.

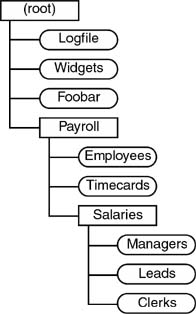
Exemple d'arborescence sur un système Unix.

En informatique, un répertoire ou un dossier est une liste de descriptions de fichiers. Du point de vue du système de fichiers, il est traité comme un fichier dont le contenu est la liste des fichiers référencés. Un répertoire a donc les mêmes types de propriétés qu'un fichier comme le nom, la taille, la date, les droits d'accès et les divers autres attributs.
On emploie quelquefois l'anglicisme directory pour désigner un répertoire. « Répertoire » est le terme recommandé en France par la DGLFLF ainsi qu'au Canada par l'OQLF.
Chaque fichier ou répertoire est référencé par un autre répertoire, ce qui forme une hiérarchie cohérente, appelée aussi arborescence, dont le point d'entrée est le répertoire racine.
La racine est unique sur un système de type UNIX, ou sur une partition Windows (par exemple C:).

## Désignation et nommage
Les conventions de nommage varient d'un système d'exploitation à l'autre. On utilise un caractère spécifique pour séparer les répertoires.
Néanmoins, on distingue en pratique :
- les systèmes dérivés ou issus de MS-DOS (Windows, OS/2 et les systèmes DOS alternatifs) qui utilisent l'antislash
- les systèmes dérivés de Unix (et Internet) qui utilisent le slash

Dans le Common Information Model, les répertoires sont modélisés par la classe de base CIM_Directory, qui représente un type de fichier comme groupe logique de fichiers de données, fournissant de plus des informations sur le chemin d'accès aux fichiers groupés ainsi qu'éventuellement d'autres méta-informations,.

### Sous Windows
Par exemple, pour les systèmes Windows, ce caractère est une barre contre-oblique (ou antislash ou backslash), \ :
c:\windows\system32\avifile.dll
Le fichier avifile.dll se trouve donc dans le répertoire system32, qui lui-même se trouve dans le répertoire windows, lui-même se trouvant à la racine du système de fichiers C:. On dit que windows est le répertoire parent de system32.
On dit de c:\windows\system32 que c'est un « chemin absolu », car c'est une référence qui ne tient pas compte de la position précédente. Par opposition, system32 est un « chemin relatif » : cette référence suppose que le répertoire courant est c:\windows.
Sous Windows 7, le terme « dossier » remplace le terme « répertoire » (le terme « répertoire » a disparu de l'aide de Windows 7).

### Sur le web et sous UNIX

Arborescence type Unix.

Sur les systèmes UNIX, le même principe est appliqué, mais le caractère de séparation est une barre oblique (ou slash) /.
Exemple :
```
/usr/bin/mozilla-firefox
```

Les protocoles internet, initialement développés sous UNIX, utilisent donc la même convention, c'est-à-dire la barre oblique. Voir l'article Fichier.

## Le dossier, métaphore du répertoire
Dans les interfaces graphiques, les répertoires sont représentés par des dossiers. Cette métaphore est apparue sur Macintosh et s'est généralisée. D'autres métaphores ont été historiquement utilisées, comme le tiroir sur Amiga.